# Kabezi
Kabezi é uma comuna da província rural de Bujumbura no Burundi.